# Patologi

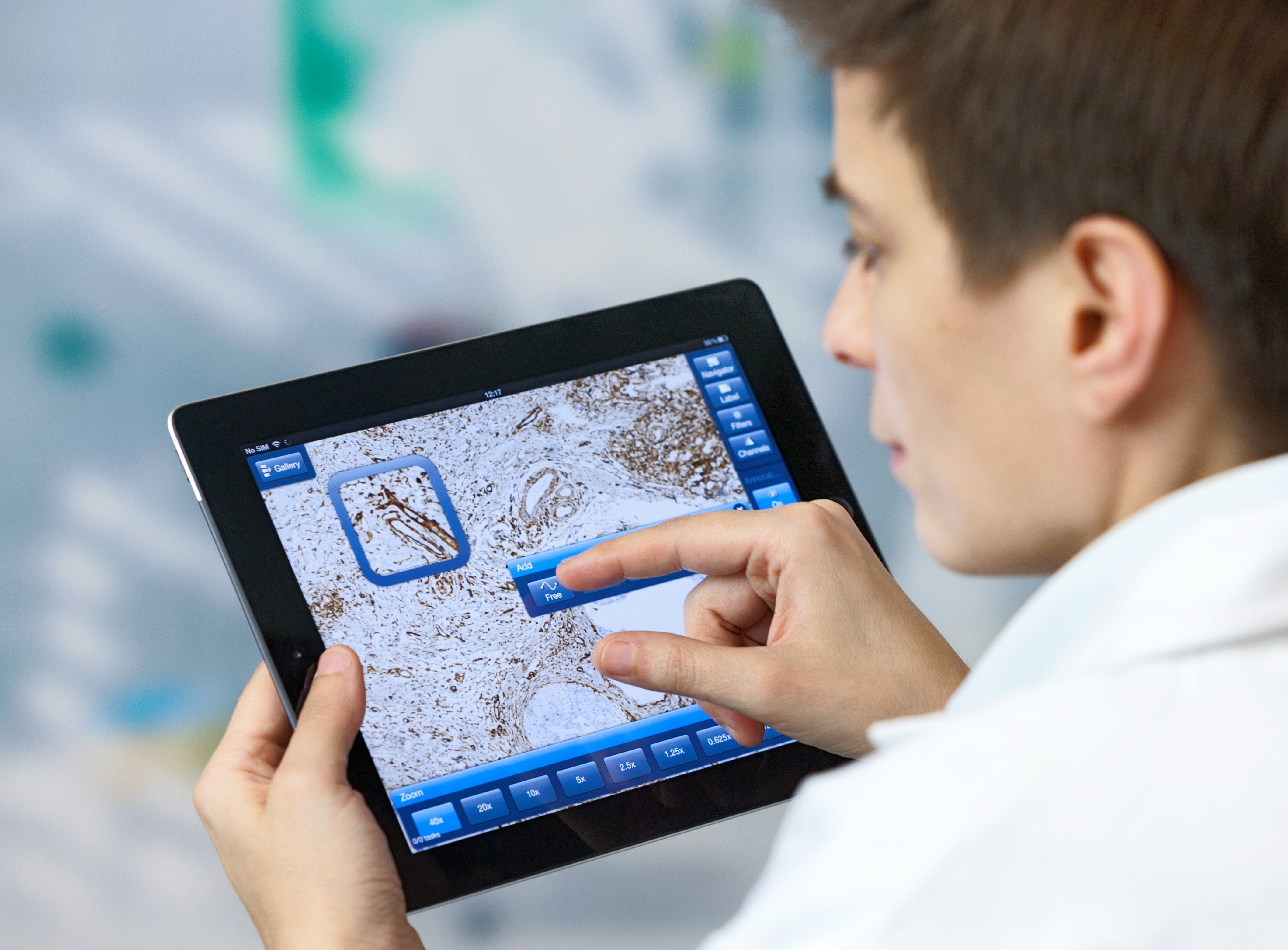
Patologi

Patologi är läran om sjukdomar och hur de diagnostiseras, genom analys av molekyler, celler, vävnader och organ. Ordet patologi kommer från grekiskans patos som betyder smärta/lidande/affekt. Termen patologi omfattar såväl det medicinska specialistområde som använder vävnader och kroppsvätskor för att erhålla kliniskt värdefull information som det vetenskapliga studiet av sjukdomsprocesser. En läkare som har genomgått specialistutbildning inom patologi kallas för patolog.
Begreppet PAD står för patologisk-anatomisk diagnos och avser mikroskopisk undersökning och diagnostik av ett vävnadsprov (exempelvis ett borttaget födelsemärke eller ett vävnadsprov från en koloskopi, större operation eller obduktion) för fastställa om provet är normalt eller avvikande (patologiskt).
Patologisk avser något som är förändrat av sjukdom.